# エド・ケース
エドワード・エスペネット・ケース（英語：Edward Espenett Case、1952年9月27日 - )は、アメリカ合衆国の政治家。連邦下院議員を通算6期務めている。

## 経歴・人物
1952年9月27日にハワイ州ヒロで6人兄弟の長男として誕生した。1970年にワイメアのハワイ・プレパラトリー・アカデミーを卒業後、オーストラリアのニュー・サウス・ウェールズ州の羊牧場で働いた。その後マサチューセッツ州のウィリアムズ・カレッジに通い、1975年に心理学の学士号を取得した。
1975年から3年間に渡ってワシントンD.C.のスパーク・マツナガ下院議員（後に連邦上院議員）の立法アシスタントとして、政治の世界に身を置いた。1981年にカリフォルニア大学のヘイスティングス法科大学院を卒業し、法務博士を取得した。
1981年から1982年までハワイ最高裁判所判事であるウィリアム・S・リチャードソンの法律事務員を務めた。1983年から2002年まで、ホノルルの法律事務所カールスミス・ボールに務めていた。
1994年にハワイ州下院議員選挙に第23区から立候補した。アメリカ緑の党のトニー・ワーストを破り、当選を果たした。1996年には得票率69%で2選を果たし、1998年には得票率70%で3選を果たした。2000年には対立候補が立候補せず、4選した。1999年から多数党院内総務を務めた。
2001年10月に2002年のハワイ州知事選挙に立候補するも、民主党予備選挙でメイジー・ヒロノに破れた。本選挙では共和党のリンダ・リングルが当選を果たした。

## 連邦下院議員（2002 - 2007）
2002年9月28日に現職のパッツイー・ミンク下院議員が亡くなり、第107議会(2001年-2003年)の議席(ハワイ2区)が空席となった。予備選挙の1週間後という時期もあり、同年11月に行われた第108議会(2003年-2005年)の下院議員選挙でもミンクが当選を果たした。
ケースは2002年11月30日に行われた特別選挙に当選を果たし、ミンクの第107議会での残り2ヶ月の任期を引き継ぐことになった。
翌2003年1月4日、第108議会でのミンクの残り任期を巡って再び特別選挙が行われ、ケースが再選を果たした。その後、2004年選挙でも再選したが、2006年に上院議員選挙に立候補するため、下院選への不出馬を表明した。

## 相次ぐ落選

### 2006年連邦上院選挙
2006年の上院議員選挙への出馬を表明し、民主党現職のダニエル・アカカ上院議員と争うことになった。結果ケースは民主党予備選挙で落選したが、政界への復帰を諦めず、上院議員選挙に出馬する意欲があると述べた。

### 2010年連邦下院特別選挙
2009年3月10日にハワイ州第1選挙区選出のニール・アバークロンビー下院議員がハワイ州知事選挙への出馬を表明した。3月29日、ケースは、ハワイ州第1選挙区から立候補することを発表した。主な対抗馬は、民主党のコリーン・ハナブサと共和党員チャールズ・ジョウだった。ケースは民主党の中でも保守系であり、ハナブサはリベラル系と、同じ民主党の中でも政策や支持者層が異なっていた。ハナブサはエミリーズリストや地元の労働組合の承認を確保した一方、ケースは、2006年に現職ダニエル・アカカ上院議員へ対抗して出馬した件をめぐって党首脳部と対立関係にあった。
ケースとハナブサも党の結束のために候補を一本化すべきだと主張した。民主党の議会の選挙委員会（DCCC）が仲介を試みたが、いずれも撤退せず、そのまま2人とも本選挙に出馬することが決まった。
2010年5月22日に投票が行われ、共和党のジョウが39パーセントの票を獲得し当選を果たした。ハワイ州では1988年以来、22年ぶりとなる共和党下院議員の誕生であった。ハナブサは31パーセントで2位、ケースは28パーセントで3位であった。

### 2012年連邦上院選挙
ダニエル・アカカ上院議員が引退を表明したため、ケースはその後任として上院議員選挙への立候補することを発表した。有力な対抗馬のメイジー・ヒロノ下院議員(当時)とは2002年の州知事予備選挙の以来となる対決であったが、ケースは再び敗北を喫した。

## 連邦下院議員（2019 - ）
ケースは2018年民主党予備選挙に参加。得票率40％で予備選挙に勝利し、現職のハワイ州副知事ダグ・チンを含む他の6人の挑戦者を破った。知事。 11月の本選挙では、共和党のキャンベル・カヴァッソを破り当選を果たした。
2019年1月29日、ケースは中道右派の議員連盟「ブルードッグ連合」に再加入を果たした。
7月25日、ケースはドン・ヤング下院議員らとともに、インド太平洋地域の重要性に対する議会の注目を高めるために、下院太平洋諸島党員集会を設立した。党員集会は、下院議員が太平洋の島国および州の独特の環境、防衛および経済問題についてより多くの知識を得ることも目的とされていた。
12月18日、ケースはドナルド・トランプ大統領の弾劾決議に賛成票を投じた。